# Soninke

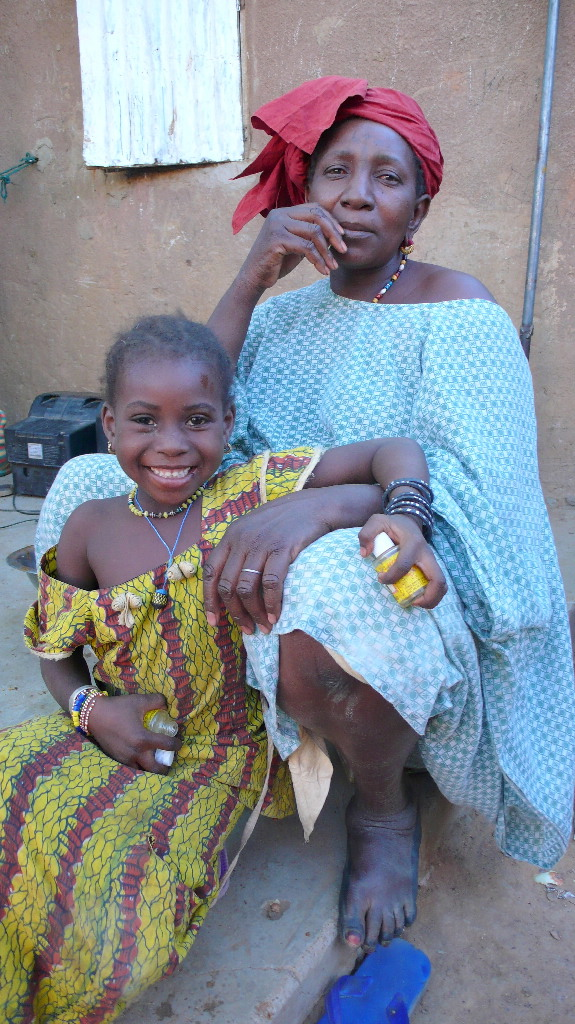
Soninke aus Sélibaby im Süden Mauretaniens

Soninke (auch Sarakole, Seraculeh, Maraka oder Serahuli genannt) sind ein westafrikanisches Volk. Sie gehören der Mandé-Gruppe an.

## Geschichte
Sie sollen von den Bafour abstammen, einem mutmaßlichen Urvolk in der Sahara, und wären demnach Verwandte der Imraguen, die an der Atlantikküste Mauretaniens leben.
Die Soninke sind die Gründer des alten Reiches von Ghana, das seinen Höhepunkt zwischen dem 7. und dem 10. Jahrhundert hatte. Durch die Stiru der Almoraviden im 11. Jahrhundert kam es zum Sturz, nachdem die benachbarten Mandé-Völker einen internen Zusammenbruch verursacht hatten.

## Verbreitung
Die Soninké leben in weiten Gebieten Westafrikas, in Mauretanien, Elfenbeinküste, Mali, Burkina Faso, Ghana und Senegal. Sie besetzen das Ufer des Senegalflusses im Süden von Mauretanien, wo sie sich der Landwirtschaft und dem Handel widmen. Die Sprache der Soninke ist Azayr, ein vom Berberisch stark beeinflusster Dialekt. Die Mehrzahl hat die Sprachen der Völker angenommen, unter denen sie leben. 2005 gab es ungefähr 2,6 Millionen Menschen, die zu den Soninké gezählt werden.

## Tradition
Sie sind hauptsächlich Muslime seit dem 15. Jahrhundert. Die Gesellschaft der Soninké ist starr geschichtet und bietet wenig soziale Mobilität. Die Abstammung, die Hinterlassenschaft und die Übertragung der Verwandtschaft und Familienautorität sind absolut patrilinear. Die weibliche Genitalverstümmelung, die Zahlung eines Brautpreises und Polygamie sind etablierte Bräuche; Folklore und Rituale sind wichtige Teile des Lebensinhaltes bei den Soninkés.
In früheren Zeiten gab es Sklaverei. Nachkommen der Sklaven leben auch heute noch in abgesonderten Dörfern.